# مخطط أحادي الخط

مخطط نموذجي من سطر واحد مع تدفقات طاقة مشروحة. المربعات الحمراء تمثل قاطع الدائرة ، الخطوط الرمادية تمثل ناقل ثلاثي الأطوار وموصلات متصلة، الدائرة البرتقالية تمثل مولد كهربائي ، اللولب الأخضر هو محث ، والأزرق الثلاثة المتداخل تمثل الدوائر محول

مخطط احادي الخط في هندسة الطاقة هناك مخطط احادي الخط أو رسم تخطيطي من سطر واحد وهو عبارة عن ترميز مبسط لتمثيل نظام طاقة ثلاثي الطور حيث يحتوي المخطط ذو الخط الواحد على أكبر تطبيق في دراسات تدفق الطاقة حيث العناصر الكهربائية مثل قواطع الدارات والمحولات والمكثفات وقضبان التوصيل والموصلات موضحة برموز تخطيطية موحدة. بدلاً من تمثيل ثلاث مراحل مع خط منفصل أو محطة طرفية حيث يتم تمثيل موصل واحد فقط وهو شكل من أشكال الرسم التخطيطي للرسم الذي يوضح مسارات تدفق الطاقة بين كيانات النظام. لا تمثل العناصر الموجودة على الرسم البياني الحجم المادي أو الموقع الخاص بالمعدات الكهربائية ولكنها اتفاقية شائعة لتنظيم المخطط مع نفس التسلسل من اليسار إلى اليمين ومن أعلى إلى أسفل عند تمثيل مجموعة المفاتيح الكهربائية أو أي جهاز آخر. يمكن أيضاً استخدام رسم تخطيطي من سطر واحد لإظهار عرض عالي المستوى لأدوار التوصيل لنظام التحكم.

## الأنظمة المتوازنة
تخبرنا نظرية أنظمة الطاقة ثلاثية الطور أنه طالما كانت الأحمال في كل مرحلة من المراحل الثلاثة متوازنة يمكننا النظر في كل مرحلة على حدة. في هندسة الطاقة يكون هذا الافتراض مفيد في كثير من الأحيان والنظر في جميع المراحل الثلاث حيث يتطلب المزيد من الجهد مع ميزة ضئيلة جدا مع الأخذ بالاعتبار وجود خطأ ومتكرر غير متماثل على واحد أو مرحلتين من النظام.
عادة ما يتم استخدام رسم تخطيطي من سطر واحد جنبًا إلى جنب مع عمليات تبسيط أخرى مثل نظام كل وحدة.
الميزة الثانوية لاستخدام رسم تخطيطي من سطر واحد هي أن الرسم البياني الأبسط يترك مساحة أكبر لغير الكهربائية مثل المعلومات الاقتصادية.

## الأنظمة الغير المتوازنة
عند استخدام طريقة المكونات المتماثلة يتم عمل مخططات منفصلة أحادية الخط لكل من الأنظمة الإيجابية والسلبية والتسلسلية حيث يبسط تحليل الظروف الغير المتوازنة لنظام متعدد الأطوار. يتم تحديد العناصر التي لها ممانعات مختلفة لتسلسلات الطور المختلفة على الرسوم البيانية على سبيل المثال بشكل عام سيكون للمولد مقاومة معايرة موجبة وسالبة مختلفة وتحديد بعض وصلات اللف المحول تيارات ذات تتابع صفر. يمكن حل النظام الغير المتوازن في ثلاثة مخططات أحادية الخط لكل تسلسل ويترابط لإظهار كيفية إضافة المكونات غير المتوازنة في كل جزء من النظام.